# Metatelevisió
La metatelevisió és la producció televisiva pròpia del canvi de mil·lenni, la televisió de formats i els "realities" de convivència, com poden ser "Operación Triunfo" o "Gran Hermano".

## Característiques
- Canals públics, privats i prèmium
- Referències televisives
- Intertextualitat i mescla de gèneres
- Canvi de tecnologies, formes, continguts i tractament de relacions amb l'audiència
- Oferta de programes i productes separats, encara que amb les opcions d'enllaços amb altres
- Usuari interactiu i no canal emissor

## Història i futur
A l'era metatelevisiva, la indústria ofereix, a més de les cadenes públiques i privades, les emissions per cablejat, els canals "prèmium" nord-americanes i les plataformes digitals, augmenten d'aquesta manera l'espectre de possibilitats.
La Metatelevisió estendrà la seva influència a les nostres activitats més quotidianes, serà part del nostre treball a la integració amb instruments de comunicació com "Teams" o "Zoom", i configurarà un món televisiu virtual amb la participació d'avatars en reunions socials, jocs o històries participatives. Una televisió que estendrà la seva existència més enllà de les pantalles de diferents mides o les ulleres i els cascos a vestits per poder experimentar sensacions associades als continguts audiovisuals. Els formats permetran per mitjà del "deep fake" integrar-nos de manera artificial a pel·lícules, sèries, documentals o "realities" i fer-nos pseudo-protagonistes dels nostres programes preferits.
El poder transformador de la Metatelevisió també s'estendrà a noves formes de turisme o d'educació.
Les operacions metatelevisives són autoreflexives, és a dir, que transcendeixen la naturalitat del text. D'aquesta manera, es denota l'evolució, el creixement i la maduresa del mitjà, que sorgeix a la neotelevisió. Cal afegir que aquesta autoreflexió seria impensable a la paleotelevisió. El descobriment de l'artifci en la producció cultural s'equipara a la maduresa del mitjà corresponent. La maduresa artística comporta mostrar com funciona el mitjà, suposant un exercici de l'artifici.

## Referencialitat
Es tracta d'un nou mecanisme de televisió que arriba al públic mitjançant recursos innovadors i que continua en expansió. Si més no, continua atansada a les referències televisives que es puguin crear i a les que ja existeixen com a part d'una cultura social.
La referencialitat metatelevisiva s'observa en:
1. Referències d'altres capítols de la mateixa sèrie
2. Referències a altres series
3. Referències a concursos de televisió
4. Referències musicals
5. Referències publicitàries
6. Referències d'informatius

D'aquesta manera es crea un cercle de connexions dins el món televisiu que es permet anar retroalimentant.

## Nous gèneres
- Magazine: caracteritzat per la diversitat de continguts, tractaments i enfocaments. Poden ser matinals, de tarda o lateshows. Destaquen per la improvisació i la fluïdesa.
- Reality show: és un show que mostra el que els passa a persones reals en un entorn determinat.
- Talkshow: es tracta d'un grup de convidats (veuen la escena i hi intervenen), els protagonistes del show que exposen el seu testimoni i un conductor o una conductora. A més, hi ha varietat d'especialistes (psicòlegs, sociòlegs, advocats...)
- Infoshow: reportatge d'investigació que es barreja amb la ficció. Existeix un presentador i pot haver-hi un debat.
- Docushow o docudrama: es barreja el que és simbòlic, imaginari i emocional. Es recrea una realitat que pertany al passat, on els protagonistes es converteixen en actors i actrius on reprodueixen l'esdeveniment el que han set protagonistes.[2]